# NGC 3790
NGC 3790 est une galaxie lenticulaire située dans la constellation du Lion. NGC 3790 a été découverte par l'astronome germano-britannique William Herschel en 1784.

## Caractéristiques
Sa vitesse par rapport au fond diffus cosmologique est de 3 712 ± 24 km/s, ce qui correspond à une distance de Hubble de 54,7 ± 3,9 Mpc (∼178 millions d'al).
Selon la base de données Simbad, NGC 3790 est une galaxie LINER, c'est-à-dire une galaxie dont le noyau présente un spectre d'émission caractérisé par de larges raies d'atomes faiblement ionisés.

## Groupe de NGC 3800
La galaxie NGC 3790 fait partie d'un groupe de galaxies qui compte au moins 16 membres, le groupe de NGC 3800. Les autres galaxies du New General Catalogue de ce groupe sont NGC 3768, NGC 3799, NGC 3800, NGC 3801, NGC 3802, NGC 3806, NGC 3827 et NGC 3853. Les autres galaxies du groupe sont UGC 6631, UGC 6653, UGC 6666, UGC 6794, MCG 3-30-33 et MCG 3-30-38.
Abraham Mahtessian mentionne aussi l'existence de ce groupe, mais seules les galaxies NGC 3768, NGC 3790, NGC 3801 et NGC 3827 y figurent. La galaxie NGC 3853 figure dans l'article de Mahtessian, mais sous une autre entrée où elle forme une paire de galaxie avec UGC 6666, désigné comme 1139+1618 (CGCG 1139,7+1648). De même, les galaxies NGC 3799 et NGC 3800 figurent aussi sous une autre entrée dans cet article comme une paire de galaxies.